# Aml Ameen
Aml Eysan Ameen (Camden Town, 30 luglio 1985) è un attore britannico, principalmente noto per aver recitato nel film Maze Runner - Il labirinto e nelle serie televisive Metropolitan Police e Sense8.

## Biografia
Ameen è nato a Londra, da genitori giamaicani e vincenziani. Ha 7 fratelli: Mikel, Aretha, Alysha, Nadina, Gisel, Jason e Bilonce. Ha studiato recitazione presso la Barbara Speake Stage School, scuola indipendente di Londra. Nel 2008 ha iniziato a frequentare l'Actors Student Alliance.

## Carriera
La sua carriera è iniziata in tenera età, quando ha preso parte ad alcune produzioni teatrali della West End di Londra come Oliver! e Jolson. A 11 anni si è esibito con Michael Jackson alla cerimonia dei BRIT Awards 1996, performance ricordata perché soggetta all'invasione sul palco del cantante dei Pulp, Jarvis Cocker.
Dal 2002 al 2007 ha fatto parte del cast della serie televisiva britannica Metropolitan Police, inizialmente ha interpretato alcune parti minori, in seguito, dal 2006, ha vestito i panni del personaggio Lewis Hardy, ruolo che gli ha fatto acquistare una discreta notorietà. Per quanto riguarda il cinema, il suo primo ruolo è stato nel film drammatico Kidulthood nel 2006.
Nel 2009 è tornato a teatro con lo spettacolo Not Black And White. Grazie a questa interpretazione, ha ricevuto ottime critiche dalla stampa nazionale, l'attore è stato addirittura descritto come "eccezionalmente carismatico, la voce più fresca, più stimolante".
Dal 2011 al 2012 è apparso nella prima stagione della serie televisiva statunitense Harry's Law, vestendo i panni del personaggio Malcolm Davies. Nello stesso periodo, oltre la sua attività da attore, si è occupato anche della regia di tre cortometraggi, Drink, Drugs and KFC, Hoorah e 12, e di un lungometraggio, The Pick Up.
Nel 2013 ha recitato in The Butler - Un maggiordomo alla Casa Bianca, film biografico che racconta la vita di Eugene Allen, maggiordomo della Casa Bianca dagli anni Cinquanta agli anni Ottanta. Nel film il nome del protagonista è stato modificato in Cecil Gaines. Nella parte iniziale del film, Ameen ha vestito i panni di una giovane versione di Cecil, interpretato da Forest Whitaker nel resto della pellicola. Nell'anno seguente è apparso nello sci-fi Maze Runner - Il labirinto, pellicola con protagonista Dylan O'Brien, interpretando il leader Alby. Il film è l'adattamento cinematografico del romanzo Il labirinto di James Dashner.
Nel 2015 è entrato nel cast della serie televisiva sci-fi ideata da Lana e Andy Wachowski Sense8, in cui interpreta uno dei personaggi principali, il senziente Capheus. Tuttavia, durante le riprese della seconda stagione, è stato sostituito dall'attore Toby Onwumere. I motivi del re-cast sono da ricondurre a una controversia tra l'attore e l'ideatrice della serie Lana Wachowski.

## Filmografia

### Cinema
- Kidulthood, regia di Menhaj Huda (2006)
- Shank, regia di Mo Ali (2010)
- Red Heart, regia di Michael Lavers e Eben Bolter (2011)
- The Pick Up, regia di Aml Ameen (2011)
- Red Tails, regia di Anthony Hemingway (2012)
- Evidence, regia di Olatunde Osunsanmi (2013)
- The Butler - Un maggiordomo alla Casa Bianca (The Butler), regia di Lee Daniels (2013)
- Beyond the Lights - Trova la tua voce (Beyond the Lights), regia di Gina Prince-Bythewood (2014)
- Maze Runner - Il labirinto (The Maze Runner), regia di Wes Ball (2014)
- Lila & Eve, regia di Charles Stone III (2015)
- Soy Nero, regia di Rafi Pitts (2016)
- The Naked Poet, regia di Jason Barrett (2016)
- Dara Ju, regia di Anthony Onah (2017)
- Yardie, regia di Idris Elba (2018)
- Till Death, regia di Scott Dale  (2021)
- Rustin, regia di George C. Wolfe (2023)
- Dead Shot - Vendetta disperata (Dead Shot), regia di Tom e Charles Guard (2023)

### Cortometraggi
- Second Chance, regia di Clint Dyer (2009)
- Special Delivery, regia di Geoff Searle (2011)
- Drink, Drugs and KFC, regia di Aml Ameen (2011)
- Zion, regia di Ryan Samuda (2011)
- Womack, regia di Andre Wilkins (2012)
- Hoorah, regia di Aml Ameen (2012)
- 12, regia di Aml Ameen (2012)
- The Exchange, regia di Robert L. Poole (2013)
- Adrifting, regia di T.J. Ramini (2014)

### Televisione
- EastEnders – serie TV, 1 episodio (2003)
- Bella and the Boys, regia di Brian Hill – film TV (2004)
- Holby City – serie TV, episodio 6x22 (2004)
- Coming Up – serie TV, episodio 4x02 (2006)
- Metropolitan Police (The Bill) – serie TV, 69 episodi (2002-2007)
- Dis/Connected, regia di Tom Harper – film TV (2008)
- Fallout, regia di Ian Rickson – film TV (2008)
- Testimoni silenziosi (Silent Witness) – serie TV, episodi 12x01-12x02 (2008)
- Gunrush, regia di Richard Clark – film TV (2009)
- CSI: Miami – serie TV, episodio 10x17 (2012)
- Harry's Law – serie TV, 14 episodi (2011-2012)
- Sense8 – serie TV, 12 episodi (2015)
- For Justice, regia di Ava DuVernay – film TV (2015)
- I May Destroy You - Trauma e rinascita (I May Destroy You) – miniserie TV, 4 puntate (2020)
- The Porter – serie TV (2022-in corso)

## Teatro
- Jolson (1997)
- Oliver! (1999)
- Release the Beat (2004)[11]
- Slam Dunk (2004)[11]
- Slow Time (2005)[11]
- Not Black And White (2009)

## Doppiatori italiani
Nelle versioni in italiano delle opere in cui ha recitato, Aml Ameen è stato doppiato da:
- Andrea Mete in The Butler - Un maggiordomo alla Casa Bianca, Maze Runner - Il labirinto, Dead Shot - Vendetta disperata
- Leonardo Graziano in Sense8
- Nanni Baldini in CSI: Miami
- Alessandro Rigotti in Harry's Law
- Raffaele Carpentieri in I May Destroy You - Trauma e rinascita
- Gianfranco Miranda in Rustin